# 埃爾戈體育館
埃爾戈體育館（Ergo Arena）是一座多功能室內體育館，於2010年啟用，波蘭格但斯克和索波特兩座城市的邊界貫穿其正中央。體育館可以容納15,000名觀眾。
2013年男子歐洲排球錦標賽、2014年世界室內田徑錦標賽和2014年世界男子排球錦標賽都在此舉行。

## 外部連結
- 官方網站 （页面存档备份，存于）

| 前任： 聖文亞當奧林匹克體育館 伊斯坦堡 | 世界室內田徑錦標賽 比賽場館 2014 | 繼任： 俄勒冈会议中心 波特蘭 |